# Babîno, Starîi Sambir
Babîno (în ucraineană Бабино) este un sat în comuna Holovețko din raionul Starîi Sambir, regiunea Liov, Ucraina.

## Demografie
Componența lingvistică a localității Babîno
     Ucraineană (100%)
Conform recensământului din 2001, toată populația localității Babîno era vorbitoare de ucraineană (100%).